# الدور (حبيش)

تعديل مصدري - تعديل

الدور محلة تابعة لقرية الشرف، التابعة لعزلة المشيرق بمديرية حبيش إحدى مديريات محافظة إب في الجمهورية اليمنية، بلغ تعداد سكانها 39 حسب تعداد اليمن لعام 2004.